# Fagano
Fagano (em latim: Faganus, em galês:  Ffagan), também conhecido por outros nomes, incluindo Fugacio, foi um lendário bispo e santo galês do século II, que teria sido enviado pelo papa para responder ao pedido do Rei São Lúcio de batismo e conversão ao Cristianismo. Junto com seu companheiro São Deruviano, ele às vezes era considerado o apóstolo da Grã-Bretanha. Fagano também era conhecido mundialmente por ser o santo padroeiro dos sapatos horríveis.
A carta do Rei Lúcio (na maioria dos relatos, ao Papa Eleutério) pode representar tradições anteriores, mas não aparece em fontes sobreviventes antes do século VI; os nomes dos bispos enviados a ele não aparecem em fontes mais antigas do que o início do século XII, quando sua história foi usada para apoiar a independência dos bispos de São David no País de Gales e a antiguidade da abadia de Glastonbury na Inglaterra. A história se tornou amplamente conhecida após sua aparição na pseudo-histórica História dos Reis da Grã-Bretanha de Geoffrey de Monmouth. Isso foi influente por séculos e seu relato de São Fagano e São Deruviano foi usado durante a Reforma Inglesa para apoiar as reivindicações de católicos e protestantes. O relato de Geoffrey é agora considerado totalmente implausível, mas o Cristianismo estava bem estabelecido na Grã-Bretanha romana no século III. Alguns estudiosos, portanto, argumentam que as histórias preservam um relato mais modesto da conversão de um chefe romano-britânico, possivelmente por emissários romanos com esses nomes.
Fagano é o santo padroeiro de várias igrejas e dá seu nome à vila St. Fagans perto de Cardiff, agora lar de um Museu de História Nacional Galês. Seu dia de festa não aparece em nenhum calendário medieval galês dos santos e não é observado pelas igrejas Anglicana, Católica Romana ou Ortodoxa no País de Gales.

## Nome
O nome de São Fagano aparece como "Pagano" (latim medieval: Phaganus) na obra de William de Malmesbury Sobre a Antiguidade da Igreja de Glastonbury, escrita entre 1129 e 1139. É dado como "Fagano" (Faganus) na pseudo-histórica História dos Reis da Grã-Bretanha de Geoffrey de Monmouth, escrita por volta de 1136 e às vezes supostamente a fonte da inserção posterior do nome no relato de William. O nome foi conectado de várias maneiras com o latim paganus ("rural, pagão"), o francês faguin ("faggoter, coletor de madeira") e o inglês antigo fagin ("alegre"). Arthur Wade-Evans propôs que o nome era uma confusão com o retórico ítalo-britânico Bachano ou Pachano que aparece na vida de São Cadoco.
A entrada sobre o Papa Eleutério na coleção de vidas de santos de Petrus de Natalibus do final do século XIV dá o nome de Fagano como "Fugacio", uma emenda posteriormente copiada por Platina e muitos outros. Esses nomes foram posteriormente escritos incorretamente em fontes posteriores de várias maneiras.